# Dinarolacerta mosorensis
Espèce
Synonymes
- Lacerta mosorensis Kolombatović, 1886

Statut de conservation UICN

 VU B2ab(iii) : Vulnérable
Dinarolacerta mosorensis est une espèce de sauriens de la famille des Lacertidae.

## Répartition
Cette espèce se rencontre dans les Alpes dinariques en Croatie, en Bosnie-Herzégovine, au Monténégro et en Albanie.

## Étymologie
Son nom d'espèce, composé de mosor et du suffixe latin -ensis, « qui vit dans, qui habite », lui a été donné en référence au lieu de sa découverte, le mont Mosor.

## Publication originale
- Kolombatović, 1886 : Imenik kraljesnjaka Dalmacije. II. dio: Dvozivci, gmazovi i ribe. Godisnji izvjestaj Velike realke u Splitu, Split, vol. 1885/86, p. 1-20.